# Абрикосов, Владимир Владимирович
Владимир Владимирович Абрикосов (22 октября 1880 — 22 июля 1966) — русский католический священник, видный деятель Российской грекокатолической церкви начала XX века, участник Первого и учредительного Петроградского собора 1917 года, работал в Русском апостолате в Зарубежье.

## Биография
Принадлежал к роду известных российских промышленников. Дед — Алексей Иванович Абрикосов. 
Окончил 5-ю Московскую гимназию и Историко-филологический факультет Московского университета, учился в Оксфорде. Был крещён в православии, но в молодости относился к религии критически.
В 1905 году женился на своей двоюродной сестре Анне Абрикосовой. В течение пяти лет супруги путешествовали по Европе, где всерьёз заинтересовались католичеством. В 1908 году Анна Абрикосова перешла в Католическую церковь, через год католиком стал и Владимир. 
В 1910 году Абрикосовы вернулись в Россию. На своей квартире в Москве они организовывали собрания интеллигенции, беседуя с ними на религиозную тематику, материально поддерживали бедных детей-католиков. Квартира Абрикосовых была в это время одним из главных центров распространения католических идей в Москве.
В 1913 году супруги были приняты в новициат Третьего ордена доминиканцев, в том же году во время поездки в Рим они принесли обеты и стали членами этого ордена; также они получили аудиенцию у папы римского Пия X. В России Абрикосовы практиковали латинский обряд, решив, что вернутся в византийский, когда он получит достаточное развитие в России.
В мае 1917 года Владимир Абрикосов принял участие в Первом и учредительном Петроградском соборе Российской католической церкви византийского обряда. Перед открытием Собора митрополит Андрей Шептицкий за литургией, совершённой в Мальтийской капелле, рукоположил Абрикосова в священники византийского обряда и назначил настоятелем московского грекокатолического прихода и руководителем московских доминиканцев.
В 1920—1922 в доме Абрикосовых проходили собеседования представителей католической и православной церквей, в которых участвовали и московские интеллигенты. Под влиянием Абрикосова, в частности, обратились в католичество Дмитрий Кузьмин-Караваев и супруга Николая Бердяева Лидия Юдифовна. Такая деятельность была сочтена контрреволюционной, 17 августа 1922 года Владимир Абрикосов был арестован и приговорён к расстрелу, однако затем приговор заменили на бессрочную высылку. 29 сентября Абрикосов был выслан из России на «философском пароходе» вместе с 150 крупнейшими представителями интеллигенции России.
В эмиграции Абрикосов налаживал контакты с различными представителями русских эмигрантских кругов, организовал в Риме комитет русских католиков, постоянно информировал Святой Престол о гонениях на католиков в советской России (была репрессирована и его жена, оставшаяся в России).
Деятельность Абрикосова в Риме привела к его конфликту с советником конгрегации восточных дел Мишелем д’Эрбиньи и иезуитами. Абрикосов вынужден был переехать в Париж, где вокруг него образовалась группа, ставшая общиной, которая под руководством Александра Евреинова устроила приход Святой Троицы. 
В последние годы жизни от отошёл от контактов с русскими эмигрантами и провёл их в полном уединении.